# Вольский, Виктор Вацлавович
Ви́ктор Ва́цлавович Во́льский (10 августа 1921, Злынка, Гомельская губерния — 18 ноября 1999, Москва) — фронтовик, Герой Советского Союза (1945). Советский и российский экономист-международник, экономико-географ, Директор Института Латинской Америки АН СССР (1966—1992). Доктор экономических наук (1966), профессор (1967), заслуженный профессор МГУ (1996), член-корреспондент АН СССР/РАН (1984). Заслуженный деятель науки РСФСР (1961). Лауреат премии им. Дмитрия Николаевича Анучина (1976) и Государственной премии СССР (1987).
На протяжении 40 лет возглавлял советскую научную школу социально-экономического страноведения И. А. Витвера.

## Биография
Виктор Вацлавович Вольский родился 10 августа 1921 года в семье служащего из литовских дворян. Окончил 10 классов школы. Учился в Белорусском лесотехническом институте в Гомеле.
С августа 1941 года — участник Великой Отечественной войны в должности командира дальномерного отделения зенитной батареи. Участвовал в обороне Заполярья.
Осенью 1942 года получил тяжёлое ранение обеих ног.
В апреле 1943 года становится помощником, а затем командиром огневого взвода 1354-го зенитного артиллерийского полка. Воюет на Степном, Воронежском и 2-м Украинском фронтах. Участвовал в Курской битве, Битве за Днепр, освобождении Правобережной Украины и Молдавии.
В августе 1944 года особо отличился в ходе Ясско-Кишинёвской операции.
В 1945 году окончил курсы младших лейтенантов. Вскоре после войны уволился из армии в запас. Капитан в отставке.
В 1949 году окончил Институт международных отношений Министерства иностранных дел СССР (ныне МГИМО) по специальности «экономист-международник, референт-переводчик по странам Латинской Америки».
В 1952 году — защита диссертации кандидата экономических наук на тему: «Англо-американская борьба за нефть в Южной Америке».
В 1953—1959 годах — преподаватель, доцент, старший научный сотрудник МГИМО при МИД СССР.
В 1959—1999 годах — заведующий кафедрой экономической и политической географии капиталистических и развивающихся стран (ныне кафедра социально-экономической географии зарубежных стран) географического факультета МГУ.
В 1966 году — защита докторской диссертации на тему: «Латинская Америка: нефть и независимость».
В 1966—1992 годах директор Института Латинской Америки Академии наук СССР.
С 1967 года — профессор.
В 1970—1993 годах — заместитель председателя Научного совета по комплексной проблеме «Современные проблемы развивающихся стран» АН СССР.
Жил в Москве. Умер 18 ноября 1999 года. Похоронен в Москве на Ваганьковском кладбище.

## Вклад в науку
На протяжении 40 лет возглавлял советскую научную школу социально-экономического страноведения И. А. Витвера, являлся заведующим кафедры социально-экономической географии зарубежных стран Географического факультета МГУ. Основатель современной школы латиноамериканистики.
За время научной деятельности В. В. Вольский подготовил 31 кандидата и 10 докторов наук, им опубликовано свыше 300 научных работ в области социально-экономических и политических проблем Латинской Америки, а также по проблемам мировой экономики. В том числе 20 книг, 170 работ было переведено на иностранные языки и изданы за рубежом.
Учёным разработана новая концепция социально-экономической типологии стран, учение о цивилизованном районировании мира.
В Московском университете создал и читал оригинальные курсы лекций: «Социально-экономическая география Латинской Америки», «Типология зарубежных стран», «Экономическое районирование». Его яркие лекции слушали студенты Москвы и многих стран СНГ, Балтии, Северной и Южной Америки, Европы, Азии и Африки.
На географическом факультете МГУ аудитории 1801 присвоено имя профессора В. В. Вольского.

## Награды и премии

### Награды Российской Федерации и СССР
- Герой Советского Союза (с вручением ордена Ленина и медали «Золотая Звезда») (1945).
- Орден «За заслуги перед Отечеством» IV степени (1996)[4].
- Орден Отечественной войны I степени (1985).
- Ордена Трудового Красного Знамени — дважды (1975, 1986).
- Орден Дружбы народов (1981).
- Орден Красной Звезды (1944).
- Орден «Знак Почёта» (1971).

### Иностранные награды
- Орден Андреса Бельо 1 класса (Венесуэла, 1975).
- Орден «За выдающиеся заслуги» степени Большой офицерской звезды (Перу, 1980).
- Орден Ацтекского орла 1 класса (Мексика, 1983).
- Медаль «За заслуги» (ЧССР, 1969).
- Медаль «Боевое братство» (Куба, 1984).

### Премии
- Лауреат Государственной премии СССР (1987).
- Лауреат премии Госкомобразования СССР (1988).
- Лауреат премии им. Д. Н. Анучина (1976).
- Лауреат премии им. М. В. Ломоносова МГУ (1999)[5].

## Звания
- Заслуженный деятель науки РСФСР (1961).
- Заслуженный профессор МГУ (1996).
- Почётный член Географического общества Лимы (Перу, 1969).
- Почётный член Географического общества Санто-Доминго (Доминиканская Республика, 1970).
- Почётный член Национального комитета историков Советского Союза (1981).
- Почётный член Мексиканского общества географии и статистики (1990).
- Почётный член Аргентинского экономического общества (1991).
- Почётный доктор Университета Сан-Маркоса (Лима, Перу, 1973).
- Почётный доктор Колумбийского национального университета им. Симона Боливара (Барранкилья, 1978).
- Почётный доктор Университета Сан-Паулу (Бразилия, 1981).
- Почётный доктор Гаванского университета (Куба, 1987).
- Почётный гражданин г. Кито (Эквадор, 1974).
- Почётный гражданин г. Гвадалахара (Мексика, 1977).
- Почётный гражданин г. Мерида (Мексика, 1977).
- Почётный гражданин г. Новозыбков Брянской области (1981).
- Почётный гражданин г. Рио-де-Жанейро (Бразилия, 1985).
- Почётный гражданин г. Халапа-Энрикес (Мексика, 1987).

## Должности
- Член Всемирного совета мира (с 1965).
- Президент общества СССР-Уругвай (1968).
- Первый вице-президент Ассоциации стран Латинской Америки (с 1970).
- Председатель Советской ассоциации дружбы и культурного сотрудничества со странами Латинской Америки (с 1980).

## Основные работы
- Латинская Америка: нефть и независимость. М., 1964.
- Латинская Америка: взгляд на её проблемы. М., 1972.
- Государственное регулирование размещения производительных сил в капиталистических и развивающихся странах. М., 1975.
- Латинская Америка. Энциклопед. спр.т т.1-2. М. 1979, 1982.
- Капитализм в Латинской Америке. Очерки генезиса, эволюции и кризиса. М., 1983.
- Правда и вымыслы о политике США в Латинской Америке. М.: Изд-во агентства печати «Новости», 1985.
- Экономическая география капиталистических и развивающихся стран. (учебник). М., 1988.
- Капиталистические и развивающиеся страны на пороге 90-х годов. М., 1990.
- Вольский В. В., Бонифатьева Л. И. Иван Александрович Витвер : Учёный. Учитель. Человек. — М.: ИЛА, 1991. — 221,[1] с., [8] л. ил. : ил.
- Социально-экономическая география зарубежного мира: Учебник для вузов. М.: Дрофа, 2001, 2005.